# Душан Юркович
Душан Самуель Юркович (словац. Dušan Samuel Jurkovič; 23 серпня 1868, Миява, Австро-Угорщина — 21 грудня 1947, Братислава, Чехословаччина) — словацький архітектор, етнограф і художник. Відомий численними проєктами західногалицьких військових кладовищ часів Першої світової війни, багато з яких є історичними пам'ятками.

## Біографія

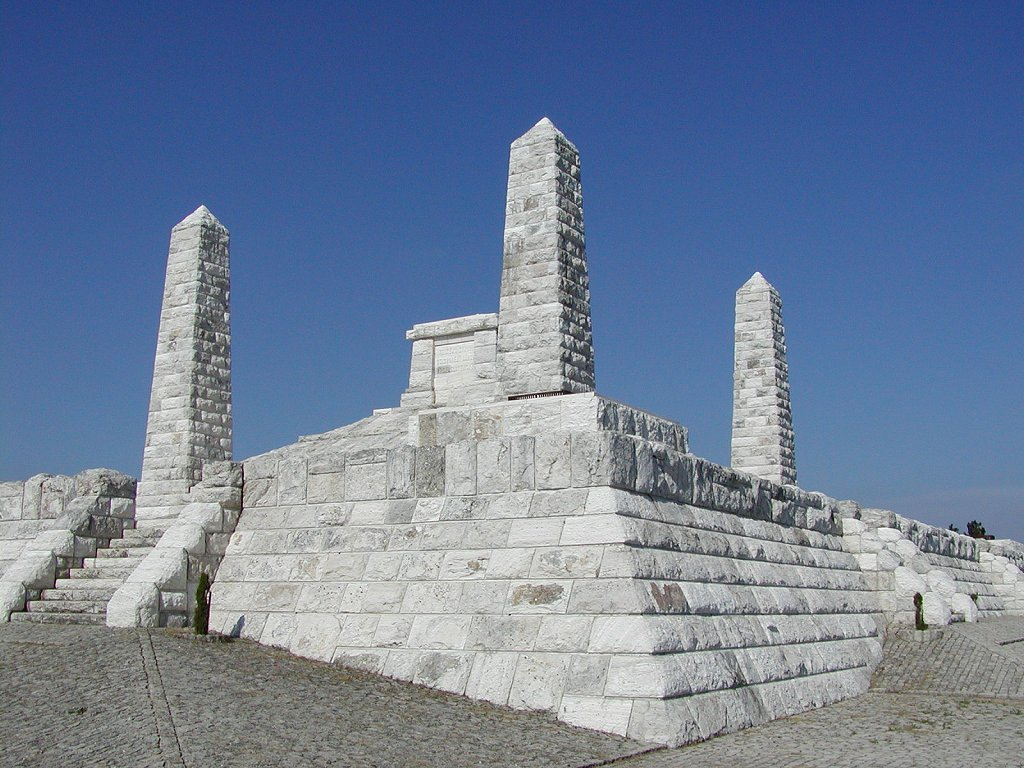
Гробниця Мілана Штефаника.

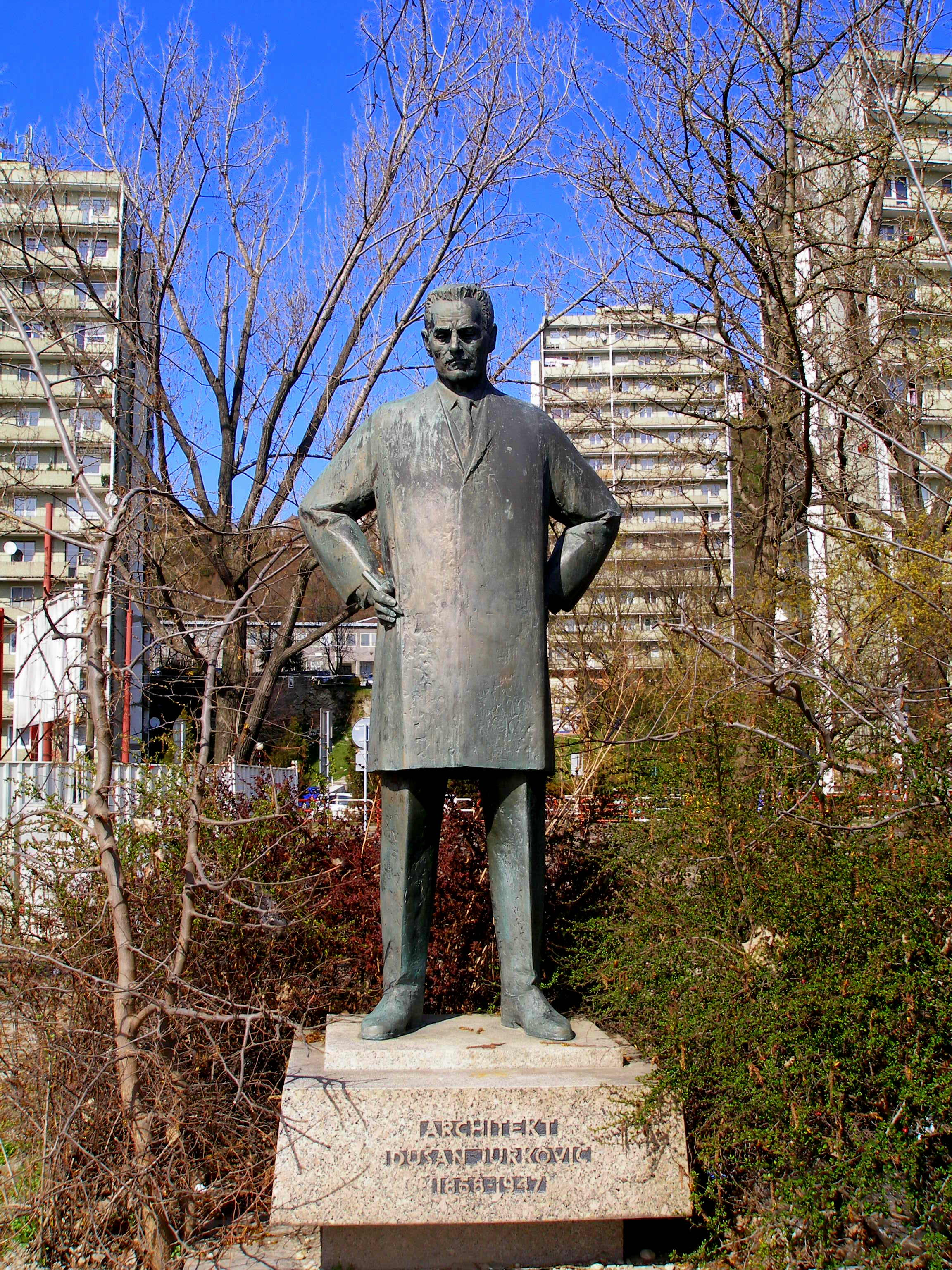
Пам'ятник Душану Юрковичу в Братиславі.

Душан Юркович народився 23 серпня 1868 року в місті Миява в сім'ї ремісників народного промислу. Закінчивши середню школу Душан Юркович переїхав до Відня, де з 1884 до 1889 року навчався в Національній промисловій школі, після закінчення якої став працювати в місті Мартін майстром художніх дерев'яних творів. Через деякий час він переїхав у місто Всетін, де продовжив навчання в майстернях майстра Михайла Урбанека. У 1895 році він виставив свої дерев'яні твори Чехословацькій етнографічної виставці в Празі. В цей же час у співавторстві з іншими архітекторами спроектував деякі будівлі в Моравії.
У 1899 році Душан Юркович переїхав до Брно, де заснував власне будівельне бюро, яке збудувало будівлю для місцевої школи. У Брно Душан Юркович познайомився з чеськими письменниками Іржі Магеном, братами А. і В. Мрштиками і Йозефом Мергаутом. Найвідомішою роботою в Брно, яку спроектував Душан Юркович, була вілла в Жабовржескі, яка поєднувала в собі елементи народної творчості та віденського модернізму. Він також був автором будівлі Товариства друзів монументального мистецтва та реконструкції замку в Нове Место-над-Метуєю.
Під час Першої світової війни був мобілізований до Австро-Угорської армії, де служив у Департаменті військових поховань Військової комендатури в Кракові. Душан Юркович є автором близько 40 проєктів військових поховань у Західній Галичині в околицях міста Новий Змигород (сьогодні — Малопольське воєводство Польщі). Спроєктовані ним військові поховання характеризуються сильним елементом лемківського народного мистецтва.
Після війни Душан Юркович повернувся до Чехословаччини і оселився в Братиславі. В цей час він створив гробниці словацького письменника, філософа Йозефа Гурбана і діяча словацького національного руху французького генерала Мілана Штефаника, пам'ятник Словацькому національному повстанню, канатну дорогу на горі Ломницький Штит.
Душан Юркович помер 21 грудня 1947 року і був похований у місті Брезова-під-Брадлом.

## Нагороди
- Хрест Прібини I класу.